# مقاطعة جاكسون (أوريغون)
مقاطعة جاكسون (بالإنجليزية: Jackson County)‏ هي إحدى مقاطعات ولاية أوريغون في الولايات المتحدة الأمريكية.